# 塞拉 (加利福尼亞州)
塞拉（英語：Cella）是位於美國加利福尼亞州弗雷斯諾縣的一個非建制地區。該地的面積和人口皆未知。

## 地理
塞拉的座標為36°41′30″N 119°27′17″W / 36.69167°N 119.45472°W，而該地的平均海拔高度為112米（即367英尺）。